# Phthiridium biarticulatum
Phthiridium biarticulatum är en tvåvingeart som beskrevs av Hermann 1804. Phthiridium biarticulatum ingår i släktet Phthiridium och familjen lusflugor. Inga underarter finns listade i Catalogue of Life.